# Kazimierz VII
Kazimierz VII (IX) (ur. 22 marca 1557 w Wołogoszczy, zm. 10 maja 1605 w Neuhausen koło Darłowa) – książę darłowsko-bytowski od 1600; szczeciński w 1603; biskup kamieński w latach 1574–1602; syn Filipa I z rodu Gryfitów.

## Życiorys
Był dziesiątym, najmłodszym dzieckiem, a siódmym synem Filipa I, księcia pomorskiego, szczecińskiego i wołogoskiego oraz Marii, elektorówny saskiej. Kształcił się na uniwersytetach w Greifswaldzie i Wittenberdze. Od najmłodszych lat przewidziany był na stanowisko biskupa kamieńskiego – przy podziale księstwa w 1569 zostało zagwarantowane mu objęcie tego urzędu. Biskupem został w pięć lat później – 26 października 1574. Od 1592 jego rezydencją był nowo wybudowany zamek w Kazimierzu Pomorskim (Kasimirsburg) pod Koszalinem. Wobec objęcia przez starszego brata, Barnima X Młodszego Księstwa Szczecińskiego został w 1600 władcą Darłowa i Bytowa.
Wobec stale pogarszającego się stanu zdrowia 20 czerwca 1602 zrzekł się biskupstwa na rzecz swego bratanka, Franciszka, a sam osiadł w wybudowanej na własne polecenie dwukondygnacyjnej nadmorskiej rezydencji Neuhausen koło Darłowa. W 1603 na krótko posiadł prawa do Księstwa Szczecińskiego po śmierci Barnima X, jednak już po kilku tygodniach przekazał je jedynemu żyjącemu jeszcze podówczas bratu Bogusławowi XIII, motywując to swoją chorobą oraz bezżennością.
Stan zdrowia księcia systematycznie się pogarszał z powodu jego hulaszczego trybu życia i alkoholizmu, szczególnie po 1595. W 1596 książę przebywał na kuracji w Cieplicach, a po powrocie związał się ze swoją pielęgniarką, córką patrycjusza kołobrzeskiego – Katarzyną Froelich (bądź Froreich). Związany był z nią do końca swojego życia. Zmarł 10 maja 1605 w Neuhausen koło Darłowa (Rügenwalde), cierpiąc na kamicę nerkową, schorzenia dróg żółciowych oraz zapalenie płuc. Jego zwłoki zostały przewiezione przez bratanka, Jerzego II do Szczecina, gdzie spoczęły w drewnianym sarkofagu w krypcie kościoła zamkowego pw. św. Ottona 20 czerwca 1605. Spadkobiercą Darłowa i Bytowa został Bogusław XIII.

## Genealogia
| Jerzy I pomorski ur. 11 IV 1493 zm. na przeł. 9/10 V 1531 | Jerzy I pomorski ur. 11 IV 1493 zm. na przeł. 9/10 V 1531 |                                                     |                                                     | Amelia reńska ur. 25 VII 1490 zm. 6 I 1525 | Amelia reńska ur. 25 VII 1490 zm. 6 I 1525 |  |  | Jan ur. ? zm. ? | Jan ur. ? zm. ? |                                                   |                                                   | Małgorzata (Anhalt) ur. ? zm. ? | Małgorzata (Anhalt) ur. ? zm. ? |
|                                                           |                                                           |                                                     |                                                     |                                            |                                            |  |  |                 |                 |                                                   |                                                   |                                 |                                 |
|                                                           |                                                           |                                                     |                                                     |                                            |                                            |  |  |                 |                 |                                                   |                                                   |                                 |                                 |
|                                                           |                                                           | Filip I wołogoski ur. 14/15 VII 1515 zm. 14 II 1560 | Filip I wołogoski ur. 14/15 VII 1515 zm. 14 II 1560 |                                            |                                            |  |  |                 |                 | Maria saska ur. 15 XII 1516 zm. w okr. 5–7 I 1583 | Maria saska ur. 15 XII 1516 zm. w okr. 5–7 I 1583 |                                 |                                 |
|                                                           |                                                           |                                                     |                                                     |                                            |                                            |  |  |                 |                 |                                                   |                                                   |                                 |                                 |
|                                                           |                                                           |                                                     |                                                     |                                            |                                            |  |  |                 |                 |                                                   |                                                   |                                 |                                 |
|                                                           |                                                           |                                                     |                                                     |                                            |                                            |  |  |                 |                 |                                                   |                                                   |                                 |                                 |

|  |  |  |  | Kazimierz VII (IX) (ur. 22 III 1557, zm. 10 V 1605) |

### Opracowania
- Kazimierz Kozłowski, Jerzy Podralski: Gryfici. Książęta Pomorza Zachodniego. Szczecin: Krajowa Agencja Wydawnicza, 1985. ISBN 83-03-00530-8.
- Edward Rymar: Rodowód książąt pomorskich. T. II. Szczecin: Książnica Pomorska im. Stanisława Staszica, 1995. ISBN 83-902780-0-6.
- Edward Rymar: Rodowód książąt pomorskich. Wyd. II popr. i uzup. Szczecin: Książnica Pomorska im. Stanisława Staszica, 2005. ISBN 83-87879-50-9.
- Janusz Szymański: Książęcy ród Gryfitów. Goleniów – Kielce: Oficyna Wydawnicza "Ston 2", 2006. ISBN 83-7273-224-8..

### Literatura dodatkowa (online)
- U. Madsen: Kasimir IX. Evangelischer Bischof von Cammin. [dostęp 2014-05-06]. (niem.)..